# Software Validation & Verification Plan
Die Definition IEEE 1012 für den Software Validation & Verification Plan (SVVP) beschreibt den minimalen Standard, wie eine Validierung und Verifikation einer Software dokumentiert werden soll. Dabei soll die Frage, ob das System richtig geplant wurde (Verification) sowie die Frage, ob das richtige System umgesetzt wurde (Validation), ausreichend beantwortet werden.